# Solenicolidae
Famille
Les Solenicolidae sont une famille de chromistes de l'embranchement des Bigyra, de la classe des Nanomonadea et de l’ordre des Uniciliatida.

## Étymologie
Le nom de la famille vient du genre type Solenicola, composé du préfixe solen-, « tuyau ; canal », et du suffixe -cola, habiter, en référence au fait que cet organisme vit en parasite sur ou dans certaines algues en forme de tuyau, notamment la diatomée Leptocylindrus, que le Solenicola semble donc habiter.

## Description
L'espèce Solenicola setigera mesure entre 4 et 7 µmde diamètre et est pourvu d'un long flagelle épais. L'organisme a une stratégie d'alimentation complexe. Son rôle écologique au sein de la chaîne alimentaire planctonique marine est généralement celui d'un brouteur, se nourrissant de diatomées photoautotrophes. C'est en effet un parasite de la diatomée Leptocylindrus mediterraneus (famille des Leptocylindraceae), sur le frustule (coque protectrice en silice) de laquelle elle se développe, aux côtés de la cyanobactérie Synechococcus, qu'elle peut également manger. Ainsi, dans sa stratégie de survie, S. setigera combine le pâturage herbivore, le parasitisme et la prédation.

## Distribution
L'espèce Solenicola setigera est le premier membre caractérisé du groupe abondant et cosmopolite de straménopiles marins.

## Liste des genres
Selon AlgaeBase (10 septembre 2022) : famille non reconnue
Selon The Taxonomicon (10 septembre 2022)
- Solenicola (en) Pavillard, 1916
  - Espèce type (holotype) Solenicola setigera Pavillard 1916

## Systématique
Le nom correct de ce taxon est Solenicolidae Cavalier-Smith, 2013,.
Le genre Solenicola n'a pas de classification précise dans AlgaeBASE.